# Младен I Шубић
Младен I Шубић Брибирски (умро 1304) је био хрватски бан из породице Шубић. Заједно са братом Павлом овладао је почетком 14. века већим делом Босанске бановине. Погинуо је 1304. године у сукобу са босанским јеретицима.

## Биографија
Младен је био син Стјепана Шубића и брат Павла I Шубића. Павле је, користећи се сукобима Србије и Византије, продро дубоко у земљу, све до Оногошта. Још од 1299. године он је освојио велики део Босне и понео титулу „господара Босне“ постављајући на место бана свог брата Младена I. Међутим, на босанском банском престолу налазио се Стјепан I Котроманић (на власт дошао између 1287. и 1290. године). Почетком 14. века се у Босни воде борбе. Младен I и Стјепан I се сукобљавају негде на Дрини (1302), али је непознат исход овог рата. Већ 1304. године Младен у једној повељи носи титулу господара Хумске земље. Међутим, нема трагова о стварној власти Младена Брибирског у Хуму. Уместо њега појављује се кнез Константин из породице Нелипчића који влада просторима доњег тога Неретве, Стона и Невесиња.
Шубићи су 1302. године држали највећи део Босне. Једино су Доњи Краји били под влашћу Хрватина Стјепанића који је, међутим, признавао врховну власт Шубића. Престоница Младена била је у тврђави Клису. Младен је покренуо кампању против богумила. У сукобима са богумилима страдао је 1304. године. Павле је бански престо поверио своме сину, Младену II. У сукобу са српским краљем Милутином, Младен II убрзо пада у заробљеништво те Шубићи 1306. године, након склапања мировног споразума, губе власт над Хумом.